# Israël
Israël (uitspraak: [ˈɪsraɛl]), officieel de Staat Israël (Hebreeuws: מדינת ישראל - Medinat Jisraël; Arabisch: دولة اسرائيل - Dawlat Israïl), is een land in Azië, het Midden-Oosten en de Levant. Israël grenst aan Libanon, Syrië, Jordanië, Egypte en de Palestijnse gebieden, waarbij Israël sinds 1967 de Westelijke Jordaanoever en de Golanhoogten bezet houdt en deels onder zijn bestuur heeft gebracht. Het land heeft een kust aan de Middellandse Zee en een haven aan de Golf van Akaba, een zeearm van de Rode Zee.
De staat Israël werd opgericht in mei 1948 in een deel van het voormalig Mandaatgebied Palestina. Daaraan voorafgaand speelde de Balfour-verklaring een cruciale rol. Na de Eerste Wereldoorlog werd in 1920 het Ottomaanse Rijk opgesplitst en werd Palestina als mandaat toegewezen aan het Verenigd Koninkrijk en kwam er een grote Joodse immigratie vanuit Westerse landen op gang. In 1947 werd dit gebied door de Verenigde Naties verdeeld in een onafhankelijke Joodse en een onafhankelijke Arabische staat, met een aparte status voor Jeruzalem. Dit verdelingsplan werd omarmd door Joodse leiders maar afgewezen door de Arabische landen, wat leidde tot de Arabisch-Israëlische Oorlog van 1948. Want tegelijk met de terugtrekking van de Britten uit het mandaatgebied in mei 1948 was door de Joodse leiders een onafhankelijke staat Israël uitgeroepen. Een jaar later werd Israël met Resolutie 273 van de Algemene Vergadering van de Verenigde Naties toegelaten als lid van de Verenigde Naties, waarbij Israël als 'peace-loving State' geacht werd in staat te zijn onvoorwaardelijk de verplichtingen van het Handvest van de Verenigde Naties te accepteren en uit te voeren. Dit met inachtneming van de voorgaande resoluties 181(II) en   194(III)
Voorafgaand aan de oprichting van de Joodse staat waren Joodse milities, zoals Hagana, Irgun en Lechi, in conflict met de inheemse Palestijnse bevolking over het grondgebied van Palestina. Na zijn oprichting in 1948 kwam Israël in conflict met de omliggende Arabische landen. Met een oorlog in 1967 veroverde Israël het overige gebied van Palestina. Sindsdien is de Westelijke Jordaanoever met Oost-Jeruzalem, de Gazastrook, en de Syrische Golanhoogvlakte door Israël bezet. In de Oktoberoorlog van 1973 veroverde Israël nog meer gebieden. Dit alles leidde tot grote spanningen met de Palestijnse bevolking, wat in 1983 en 2000 tijdens de Eerste en Tweede Intifada tot uitbarsting kwam.
Israël is een representatieve democratie met een parlementair stelsel, evenredige vertegenwoordiging en algemeen kiesrecht. Het verschil in behandeling van de bevolking in de door Israël bezette gebieden ten opzichte van Joodse inwoners, wordt door de Verenigde Naties en het Internationaal gerechtshof echter als apartheid benoemd.
De levensverwachting in Israël behoorde in 2016 tot de hoogste in de wereld. 
Het land scoorde in 2023 het hoogst in het Midden-Oosten wat betreft gemiddelde rijkdom per volwassene, innovatie en economisch concurrentievermogen. Israël is een hoogontwikkelde economie en lid van de OESO en een groot aantal intergouvernementele organisaties. Het land staat op de 26e plaats in de wereld qua nominaal bbp en op de 16e plaats wat betreft het bbp per hoofd van de bevolking. Het werd vanaf 2022 gerangschikt als het 6e meest geavanceerde en technologische land ter wereld. Het is ook een van de rijkste landen in het Midden-Oosten en Azië, gemeten naar het bbp per hoofd van de bevolking.
In 2023-24 was Israël het op een na meest ontwikkelde land in het Midden-Oosten.

## Naam
De naam Israël betekent "Strijder met God" en is ontleend aan de Hebreeuwse Bijbel. Deze naam wordt vermeld in Genesis 32, waarin Jacob de naam Israël krijgt na een worsteling bij de rivier de Jabbok; vanaf hoofdstuk 34 wordt die naam gebruikt om de nakomelingen van Jakob, Israëlieten, mee aan te duiden.
In de dagen voorafgaande aan de oprichting van de staat Israël is er heftig gediscussieerd over welke naam de officiële naam van de nieuwe staat zou worden. Vanuit de opties Palestina, Zion en Israël is uiteindelijk de oude Bijbelse variant gekozen.

## Geschiedenis

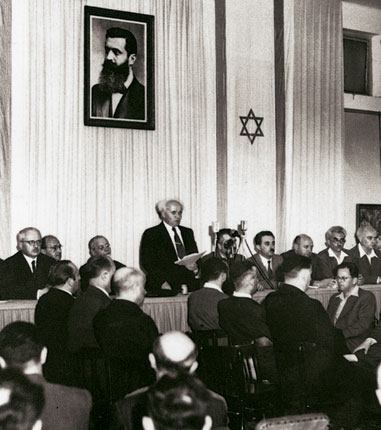
David Ben-Gurion kondigt de oprichting van de staat Israël aan op 14 mei 1948 onder een portret van Theodor Herzl.

Na de Eerste Wereldoorlog werd het Ottomaanse Rijk in 1920 gesplitst en kreeg het Verenigd Koninkrijk het bestuur over Palestina. In 1922 werd Palestina ten westen van de Jordaan afgesplitst als Brits Mandaatgebied Palestina, het gebied ten oosten van de Jordaan werd Transjordanië.
Na de Tweede Wereldoorlog was Groot-Brittannië erg verzwakt en mede vanwege de vele gewelddadige confrontaties tussen de Arabische en Joodse bevolkingsgroepen in het Mandaatgebied Palestina zagen de Britten zich genoodzaakt om het bestuur over Brits Mandaatgebied Palestina te beëindigen. Hiervoor werd de datum van 15 mei 1948 vastgesteld. Een jaar daarvoor stelden de Verenigde Naties een comité in, de UNSCOP, met de opdracht de toekomst van het Brits Mandaatgebied te onderzoeken en in kaart te brengen.
Op 3 september 1947 kwam de UNSCOP met een verslag, waarin het plan, Resolutie 181 Algemene Vergadering Verenigde Naties was opgenomen om het Mandaatgebied Palestina te verdelen in een Arabische staat (42,9%), een Joodse staat (56,4%), en Jeruzalem (0,7%) onder internationaal bestuur. De grootste Joodse delegaties gingen hiermee akkoord, maar de Arabische delegaties weigerden een tweestatenoplossing omdat zij Palestina als een geheel wilden houden, en een in verhouding te klein deel kregen toegewezen. Op 29 november 1947 nam de Algemene Vergadering van de Verenigde Naties het verdelingsplan aan als resolutie 181. Nadat bekend was geworden dat resolutie 181 niet geaccepteerd werd door de Arabische delegaties, brak er een burgeroorlog uit tussen Joodse en Palestijns-Arabische gemeenschappen in het Mandaatgebied, waarbij ook de Arabische buurlanden betrokken raakten.
Enkele uren voordat het Britse mandaat officieel afliep riep de Joodse gemeenschap onder leiding van David Ben-Gurion op 14 mei 1948 de onafhankelijke staat Israël uit. De burgeroorlog mondde uit in de Arabisch-Israëlische Oorlog van 1948. De troepen uit omringende Arabische landen vielen Palestina binnen en bevochten de Israëlische troepen. Het Israëlische leger wist de Arabische troepen te verslaan. In deze oorlog veroverde Israël 78% van het grondgebied, waaronder West-Jeruzalem, aanzienlijk meer dan in het UN Verdelingsplan voor een Joodse staat was vastgelegd.

### 1949-1956
In 1949 sloot Israël op het eiland Rhodos wapenstilstandsakkoorden met resp. Egypte, Libanon, Jordanië, en Syrië. De wapenstilstandsgrens tussen Israël en de Arabische legers werd bekend als de Groene lijn. In datzelfde jaar op 11 mei 1949 werd Israël toegelaten als lid van de Verenigde Naties, nadat de Israëlische regering bij monde van haar minister van Buitenlandse Zaken Moshe Sharett had toegezegd álle resoluties van de Verenigde Naties te zullen naleven, waaronder de implementatie van Resolutie 181 (VN-Verdelingsplan) en Resolutie 194 (recht op terugkeer van de vluchtelingen). Israël werd toegelaten als vredelievende staat, die het Handvest van de Verenigde Naties en daaruit voortvloeiende verplichtingen had geaccepteerd.
Van alle kanten stroomden nu Joodse immigranten toe, die conform de Israëlische Wet op de Terugkeer van 1950 moesten worden opgevangen. Zij werden o.a. ondergebracht in de huizen van de gevluchte of verjaagde Palestijnse bewoners. De eigendommen daarvan (huizen, landerijen enz.) werden met de Absentees Property Law (1950) geconfisqueerd door de staat Israël.
De in Israël overgebleven Palestijnse minderheid zou tot in 1966 onder strikt militair bestuur blijven. Feitelijk waren zij rechteloos. Een tragisch voorbeeld daarvan is het Bloedbad van Kafr Qasim van 1956.
In 1950 werd ook het plan opgesteld om water van het Meer van Galilea naar andere delen van Israël, met name de Negev, te leiden door middel van de National Water Carrier, wat noodzakelijk was vanwege de sterke bevolkingsaanwas en om de aan het Joods Nationaal Fonds in beheer gegeven landbouwgronden te irrigeren. (Water zou een belangrijke rol gaan spelen in de aanloop naar de Zesdaagse Oorlog.) Nu kon de socialistische regering Ben Goerion zich geheel wijden aan de opbouw van haar 'Joodse staat'. De landbouw met het systeem van kibboetsen en moshavim speelde daarbij een belangrijke rol. Bij de eerste gebeurde álles collectief: het opvoeden van de kinderen, werk, vrije tijd en bestuur.
Vanaf het begin werd Israël geconfronteerd met een economische boycot van Arabische landen. Israël antwoordde hierop met een vierjarenplan om zelfvoorzienend te worden. In 1953 kwam er een kapitaalimpuls uit de VS en Europa.
De Verenigde Staten en de Sovjet-Unie hadden Israël vrijwel meteen erkend. Toen echter eerstgenoemden hun steun in oktober 1953 opschortten in verband met Israëls aanvallen op Arabische grensdorpen zocht Israël steun bij Frankrijk (en het Verenigd Koninkrijk), zoals zou blijken bij de Suez-crisis van 1956.

### 1956-1980
In 1956 brak de Suezcrisis uit, een aanval door een geheime coalitie van Israël, het Verenigd Koninkrijk en Frankrijk op Egypte. De Egyptische president Nasser had het in Egypte gelegen Suezkanaal genationaliseerd. Egypte stond al sinds december 1947 geen doorvaart toe aan voor Israëlische havens bestemde schepen. Israël veroverde de Sinaï maar werd door de VS gedwongen het gebied weer op te geven. Bij de wapenstilstand van 1957 kreeg Israël een vrije doorvaart toegezegd door de Golf van Akaba naar de nieuw aangelegde havenstad Eilat om een zuidelijke handelsroute te ontwikkelen. Een kleine VN-troepenmacht werd aan de grens in de Sinaï gestationeerd. Het Israëlische leger trok zich in 1957 terug uit de Sinaï en de Gazastrook.

Israëlische tanks op de Golanhoogten tijdens de Zesdaagse Oorlog.

In 1964 werd de Palestijnse Bevrijdingsorganisatie (PLO) opgericht met als doel het 'bevrijden' van Palestina met de grenzen van het Britse Mandaatgebied Palestina, zoals dat tot 1948 bestond.
In juni 1967 veroverde Israël de Gazastrook en het schiereiland Sinaï op Egypte, de Westelijke Jordaanoever op Jordanië en de Golanhoogten op Syrië. Veel Palestijnen en Syriërs werden verdreven of vluchtten uit deze door Israël ingenomen gebieden, waardoor de geopolitieke situatie in deze gebieden veranderde. Door de verovering en bezetting van de Westelijke Jordaanoever kwamen ongeveer een miljoen Palestijnen onder Israëlische militaire controle, hetgeen sindsdien spanningen in die gebieden en in de Israëlische samenleving veroorzaakt.
Na deze Zesdaagse Oorlog polariseerde de situatie in het Midden-Oosten verder. Israël begon met de bouw van Joodse  nederzettingen in de bezette gebieden waarop Palestijnen aanvallen op Joodse doelen binnen en buiten Israël intensiveerden. Het kwam ook regelmatig tot schermutselingen tussen Israël en zijn buurlanden tijdens de Uitputtingsoorlog. Op Grote Verzoendag (Jom Kipoer) in 1973, een van de belangrijkste godsdienstige dagen in de Joodse kalender, openden Egypte en Syrië een grote aanval op Israël. Israël liet zich aanvankelijk verrassen, maar wist na wat terreinverlies Egypte en Syrië te verslaan. Uiteindelijk werd de status quo van voor deze Jom Kipoeroorlog weer hersteld.
In 1977 bracht Anwar Sadat, de Egyptische president, een bezoek aan Israël en sprak in Jeruzalem het parlement de Knesset toe. Hiermee opende hij een weg voor hervatting van vredesgesprekken. In 1978 kwamen met bemiddeling van de Verenigde Staten onder leiding van president Jimmy Carter de Camp Davidakkoorden tot stand. Een vredesverdrag tussen Egypte en Israël volgde, waarna Israël zich uit de Sinaï terugtrok. Op 26 maart 1979 werd de vrede getekend en was Egypte het eerste Arabische land dat Israël erkende. De vrede met Israël (en daarmee het doorbreken van de Arabische eenheid) had tot gevolg dat dit land tijdelijk geschorst werd uit de Arabische Liga. Dit leidde indirect tot de moordaanslag op Sadat in 1981.

### 1980-2000

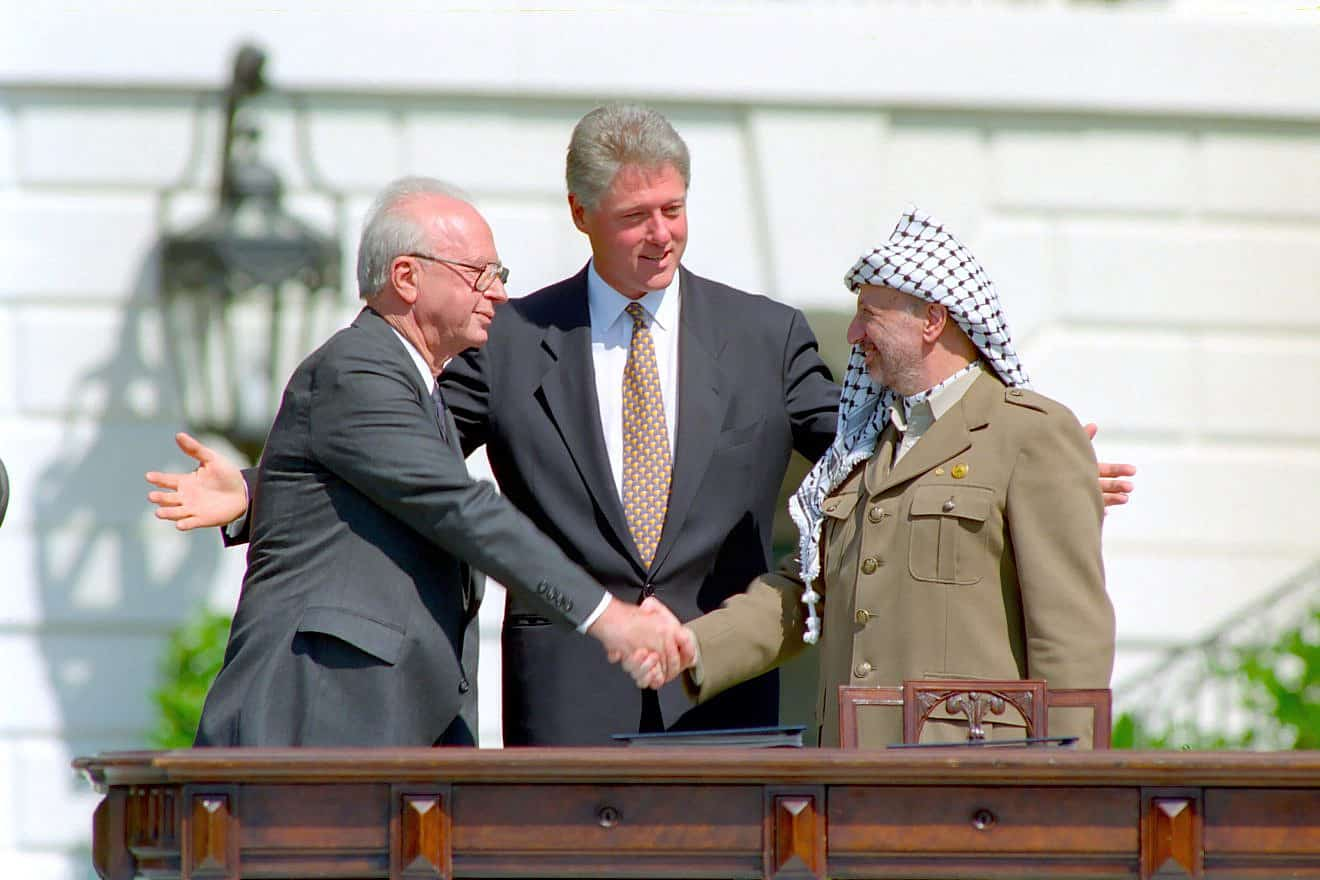
Yitzhak Rabin, Bill Clinton en Yasser Arafat tijdens de ondertekening van de Oslo-akkoorden in het Witte Huis op 13 september 1993: zowel Rabin als Arafat wonnen de Nobelprijs voor de Vrede.

In 1982 viel Israël Libanon binnen om de PLO te vernietigen. De Palestijnen werden inderdaad uit Beiroet verdreven maar de bloedbaden in Sabra en Shatila leidden tot veel sympathie voor de PLO en de opkomst van een Israëlische vredesbeweging. Het grensgebied met Libanon zou een continue bron van onrust blijven, mede doordat de PLO daar vervangen werd door Hezbollah.
In 1987 ontstond er in de bezette gebieden een opstand die tot in 1993 zou duren. Deze Eerste Intifada was een volksprotest tegen de Israëlische bezetting van de Westelijke Jordaanoever. Op 13 september 1993 werden in Oslo de Oslo-akkoorden gesloten. Hierbij werd de Palestijnse Bevrijdingsorganisatie (PLO) met als vertegenwoordiger Yasser Arafat door Israël erkend als wettige vertegenwoordiger van de Palestijnse belangen. Bovendien werd de Palestijnse Autoriteit opgericht. De PLO erkende de staat Israël en beloofde het terrorisme tegen Israël te staken. Yasser Arafat, Yitzhak Rabin en Shimon Peres ontvingen hiervoor in 1994 de Nobelprijs voor de Vrede.
Met Jordanië werd op 26 oktober 1994 een vredesverdrag gesloten, waarbij Israël door Jordanië werd erkend. Op 4 november 1995 werd premier Rabin tijdens een vredesmanifestatie in Tel Aviv vermoord door een Joodse extremist.

### Na 2000
Na een periode van relatieve rust brak in het jaar 2000 een Tweede Intifada uit. Tussen 29 september 2000 tot en met 27 september 2006 werden in de bezette gebieden 3733 Palestijnen gedood, waaronder 767 kinderen, en binnen Israël werden 60 Palestijnen door Israëlische veiligheidstroepen gedood. Aan Israëlische kant vielen 697 doden in de door Israël bezette gebieden, en in Israël zelf door onder meer zelfmoordaanslagen van Palestijnen. Palestijnen doodden 314 leden van de Israëlische veiligheidstroepen en in oktober 2000 vond een aanval vanuit Libanon door Hezbollah plaats op een Israëlische grenspost en raketbeschietingen op Israëlische doelen. Het Israëlische leger voerde een vergeldingsaanval op Hezbollah waarbij ruim 1100 doden vielen. Het Libanese leger hield zich hierbij afzijdig.
In 2002 begon Israël met de bouw van de Israëlische Westoeverbarrière (ook Israëlische Muur genoemd) langs en binnen de grenzen van de Westelijke Jordaanoever en de Gazastrook. Die barrière bestaat uit 10 meter hoge betonnen muren, torens en controlepoortjes/checkpoints, wegen, hekken, prikkeldraad en greppels, van circa 620–760 km lang langs en buiten de groene lijn, de wapenstilstandsgrens van 1949 met Jordanië. Die Groene Grenslijn is evenwel niet op Israëlische landkaarten aangegeven. Volgens de Israëlische minister van Volkshuisvesting is het vertrouwelijke militaire informatie die niet vrijgegeven kan worden vanwege de bezorgdheid dat het de internationale betrekkingen van de staat zou kunnen ondermijnen. Een verzoek daartoe valt onder de uitzonderingen in de 'Wet op de Vrijheid van informatie' (Freedom of Information Law).
Het Internationaal Gerechtshof (14 van de 15 rechters) oordeelde op 9 juli 2004 dat "deze muur" strijdig is met het Internationaal Recht. De Algemene Vergadering van de Verenigde Naties volgde deze uitspraak en riep alle lidstaten op alles in hun vermogen te doen om deze uitspraak te doen eerbiedigen. Sharon werd tot premier gekozen en zijn regering stelde dat de barrière de veiligheid van Israël zou vergroten.
In 2004 stemde de Knesset in met het plan van de regering-Sharon tot terugtrekking uit de Gazastrook en ontmanteling van de Joodse Israëlische nederzettingen aldaar. Vooral vanuit orthodox-joodse hoek bestond grote weerstand tegen het plan, dat in 2005 werd uitgevoerd. Tegelijkertijd werd evenwel een viertal Israëlische nederzettingen op de Westelijke Jordaanoever uitgebreid evenals de bouw van de Israëlische Muur.
In 2006 werden de verkiezingen in de Palestijnse gebieden gewonnen door Hamas. Hierop volgde een economische en politieke boycot van de Palestijnse Autoriteit door Israël, de VS en de EU die Hamas als een terroristische organisatie aanmerkten. Spoedig gevolgd door een vrijwel hermetische blokkade door Israël van de Gazastrook ter land (ten noorden en ten oosten) en door Egypte (in het zuiden), ter zee en in de lucht.
Op 19 juli 2018 werd door de Knesset met een krappe meerderheid van 62 tegen 55 stemmen een 14e basiswet, de 'Wet op de Natiestaat' (Nation-State Law), aangenomen die stelt dat Israël de natiestaat van het Joodse volk is en Hebreeuws de enige officiële taal.
Op 7 oktober 2023 vielen Hamas-terroristen Zuid-Israël binnen. Ze braken daarbij door de grenshekken en gebruikten paragliders. De aanval onder de codenaam Operatie Al-Aqsa-storm was onder meer gericht op Israëlische militaire bases. Daarbij werden 1.139 Israëli's en buitenlanders gedood in de kibboetsen, dorpen en op een muziekfestival langs de grens: 695 burgers, 71 buitenlanders en 373 soldaten, politie en beveiligers. Tevens werden 250 mensen ontvoerd en gegijzeld. Het was de grootste terroristische aanval op Israël sinds zijn bestaan.
In reactie daarop vond een grootschalige mobilisatie in Israël plaats. Bombardementen op Gaza startten op 9 oktober. Na weken van tankbeschietingen volgde - na Jom Kipoer op 25 oktober 2023 - een volledige invasie door het Israëlisch leger (IDF) in de Gazastrook. Israël bombardeerde onophoudelijk dichtbevolkte woonwijken, vluchtelingenkampen, ziekenhuizen, scholen, markten en hulpkonvooien. Het aantal doden hierbij liep in de tienduizenden. Naar schatting zijn meer dan 14.000 Palestijnse kinderen omgekomen door Israëlisch geweld. Tegelijkertijd heeft Israël de toegang tot voedsel, water, brandstof en medische hulp systematisch geblokkeerd, met als gevolg een acute humanitaire ramp en een door mensen veroorzaakte hongersnood.
Vanaf 8 oktober werden ook raketten door Hezbollah afgevuurd op het noorden van Israël met daaropvolgende gevechtshandelingen over en weer.
In 2024 evolueerde het langdurig conflict met Iran in rechtstreekse beschietingen, en in 2025 kwam het tot een oorlog met Iran.

## Geografie

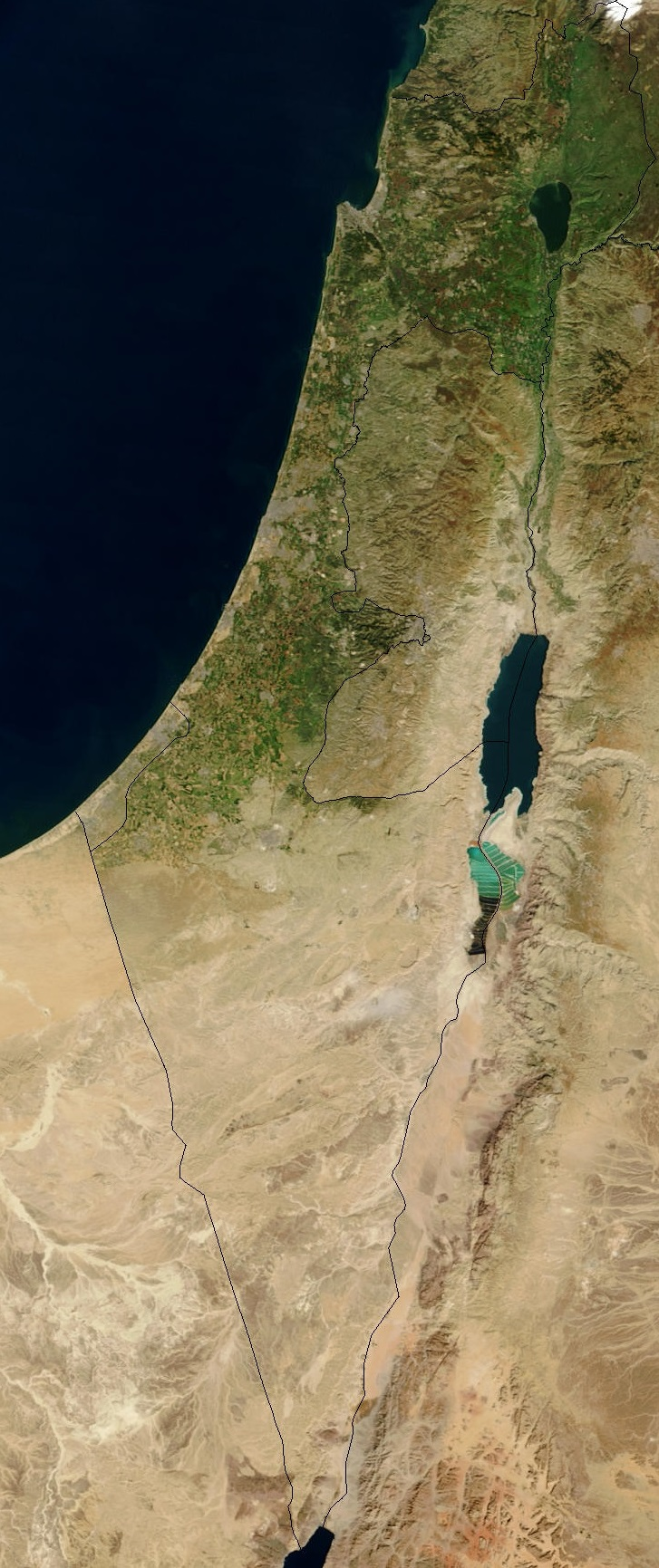
Satellietlandschap uit 2003, met daarin Israël en Palestina

Het klimaat behoort tot het Middellandse Zeeklimaat: hete en droge zomers en natte zachte winters. In het centrum en noorden (grotere hoogte) en de kuststrook (invloed van de zee) van Israël is het klimaat meestal gematigd. Het zuiden is heet en droog. De meeste neerslag valt in de kustgebieden en het heuvelachtige centrum in de winter en het voorjaar. Incidenteel kan er sneeuw vallen in de hogere gedeelten zoals in Jeruzalem.

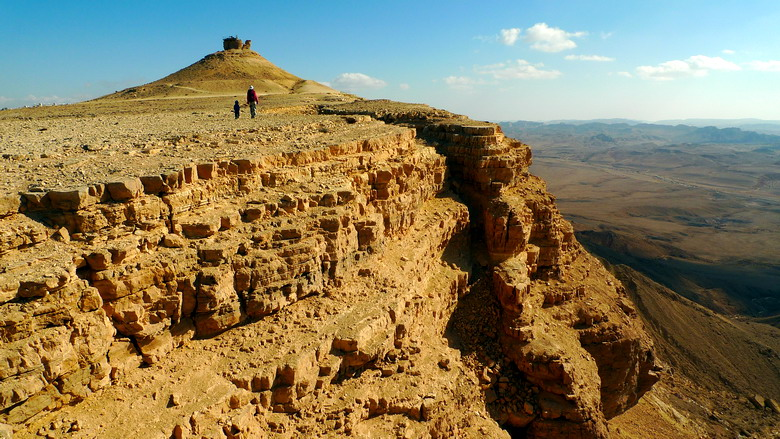
Ramon-krater, een uniek soort krater in de Negevwoestijn

Israël ligt tussen de geografische coördinaten: 31 30 N, 34 45 O. De grens heeft een lengte van in totaal 1006 km: met Egypte 255 km, met de Gazastrook 51 km, met Jordanië 238 km, met Libanon 79 km, met Syrië 76 km en met de Westelijke Jordaanoever 307 km. De kustlijn is 273 km lang. Israël maakt continentale aanspraken tot op de diepte van bodemexploitatie en beschouwt 12 zeemijlen als zijn territoriale zee.
Tot de geografische vormen rekent men onder meer de Negevwoestijn in het zuiden, de lage kustgebieden, een in het noorden gelegen gebergte en de Jordaanvallei. Het laagste punt is de Dode Zee (-421 m) en het hoogste de Meronberg op 1208 m. Het landgebruik is als volgt: vruchtbaar: 17%; In gebruik voor landbouw: 4%; In gebruik voor veeteelt: 7%; Bossen en bosgronden: 6%; anders: 66% (1993). Het geïrrigeerd land beslaat een oppervlakte van 1800 km² (1993). Op 22 maart 2008 maakte het Israëlische waterschap in een rapport bekend dat de ergste watercrisis in tien jaar dreigde te ontstaan. Oorzaken die genoemd werden waren waterverbruik, vervuilde waterbronnen en veel groenverlies.

### Milieu
De voornaamste vraagstukken op milieugebied, beperkte natuurlijke zoetwaterbronnen en dito landbouwgrond, vergen serieuze maatregelen en leggen beperkingen op. Andere vraagstukken zijn woestijnvorming, luchtvervuiling door de uitstoot van schadelijke stoffen, industrie en verkeer, grondwatervervuiling door industrieel en huishoudelijk afval, chemische meststoffen en pesticiden. Zandstormen kunnen er tijdens voorjaar en zomer voorkomen.
Israël neemt deel aan verdragen ten aanzien van: biodiversiteit, klimaatverandering, woestijnvorming, bedreigde diersoorten, gevaarlijke afvalstoffen, nucleaire teststop, bescherming ozonlaag, olielozingen op zee en draslanden. Voorts heeft het het Kyoto-protocol ondertekend (maar niet geratificeerd), en het Protocol tot conservering van het leven in zee.

## Bevolking

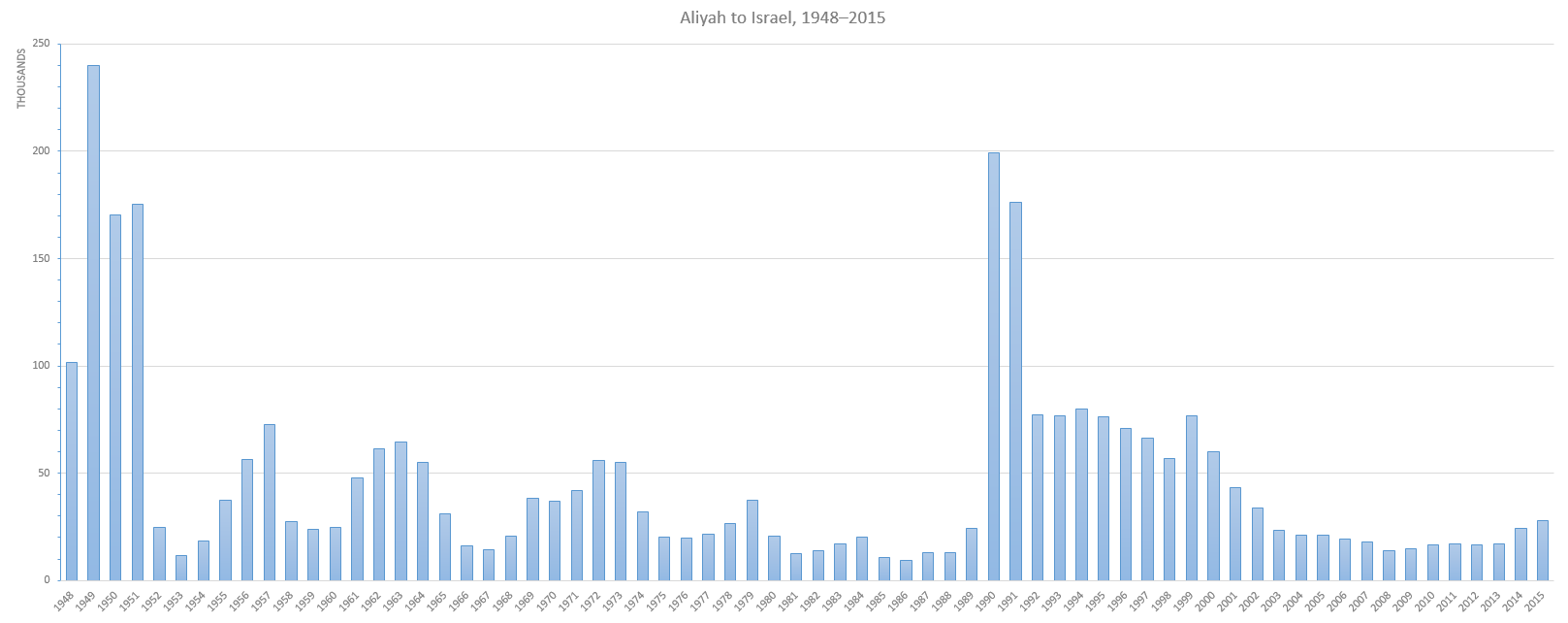
Immigratie naar Israël piekte eind jaren 40 en begin jaren 90.

Tijdens de oprichting van de staat Israël bedroeg de Joodse populatie 650.000 mensen. Dat aantal kwam mede tot stand dankzij de komst van 480.000 legale en illegale Joodse immigranten in het Britse Mandaatgebied Palestina. Daartoe behoorden onder anderen Joden die sinds 1933 nazi-Duitsland waren ontvlucht. In de jaren 1948-1951 kwamen 723.090 Joden naar Israël, van wie ruim de helft afkomstig was uit de Arabische wereld en de anderen voornamelijk uit Oost-Europa.
In de jaren 1990-2005 immigreerden 1.002.400 Joden naar Israël, van wie 908.400 uit de voormalige Sovjet-Unie. Uit Ethiopië immigreerden tot 2005 94.700 Joden naar Israël, van wie sinds 1990 49.700.
Vrouwen vormen met 50,5% een kleine meerderheid van de bevolking. De mediane leeftijd is 28,2 jaar. 92% van de bevolking woont in steden of stedelijke plaatsen en 8% in dorpen. Minder dan 2% woont in een kibboets (in 1948 was dat nog 6%).
De jaarlijks bevolkingsgroei is 1,8%, voornamelijk (88%) door natuurlijke groei, de rest door een positieve immigratiebalans.
Eind 2019 was het bevolkingsaantal van Israël 9.136.000. Daarbij is meegeteld: Oost-Jeruzalem (met zijn Palestijnse inwoners) dat na 1967 door Israël geannexeerd is, en 20.500 Israëlische kolonisten in het geannexeerde Syrische gebied van de Golanhoogten (beide annexaties zijn illegaal volgens de VN Resolutie 2334 Veiligheidsraad Verenigde Naties van 23 december 2016). In 2018 woonden 448.672 inwoners in de Israëlische nederzettingen. Deze inwoners zijn ook opgenomen in de Israëlische bevolkingscijfers.
Israël is dankzij de Joodse immigratie in de loop van de jaren het enige land ter wereld met een Joodse bevolkingsmeerderheid.

### Bevolkingsgroepen
De voornaamste bevolkingsgroepen zijn:
- de Joden (74%).[45] De meerderheid van hen (75%) is na 1948 in Israël geboren (anno 2017).[49] De Joodse bevolking leeft verspreid door het hele land, met grote concentraties in de steden zoals Tel Aviv, in en rond het westelijke deel van Jeruzalem, langs de kusten en in de valleien van Galilea.
- de Palestijnen, van wie in 2006 de meerderheid in Israël geboren was.[bron?] Als Palestijnse Israëliërs vormen zij 21%.[45] van de bevolking, en wonen voornamelijk in steden in Galilea en langs de Groene Lijn, in de Driehoek. Zij hebben evenwel niet dezelfde rechten als de Joodse Israëliërs.[50] De bedoeïenen behoren ook tot deze bevolkingsgroep.
- andere kleine gemeenschappen, zoals druzen, Tsjerkessen, Armeniërs en Arameeërs.

### Religie

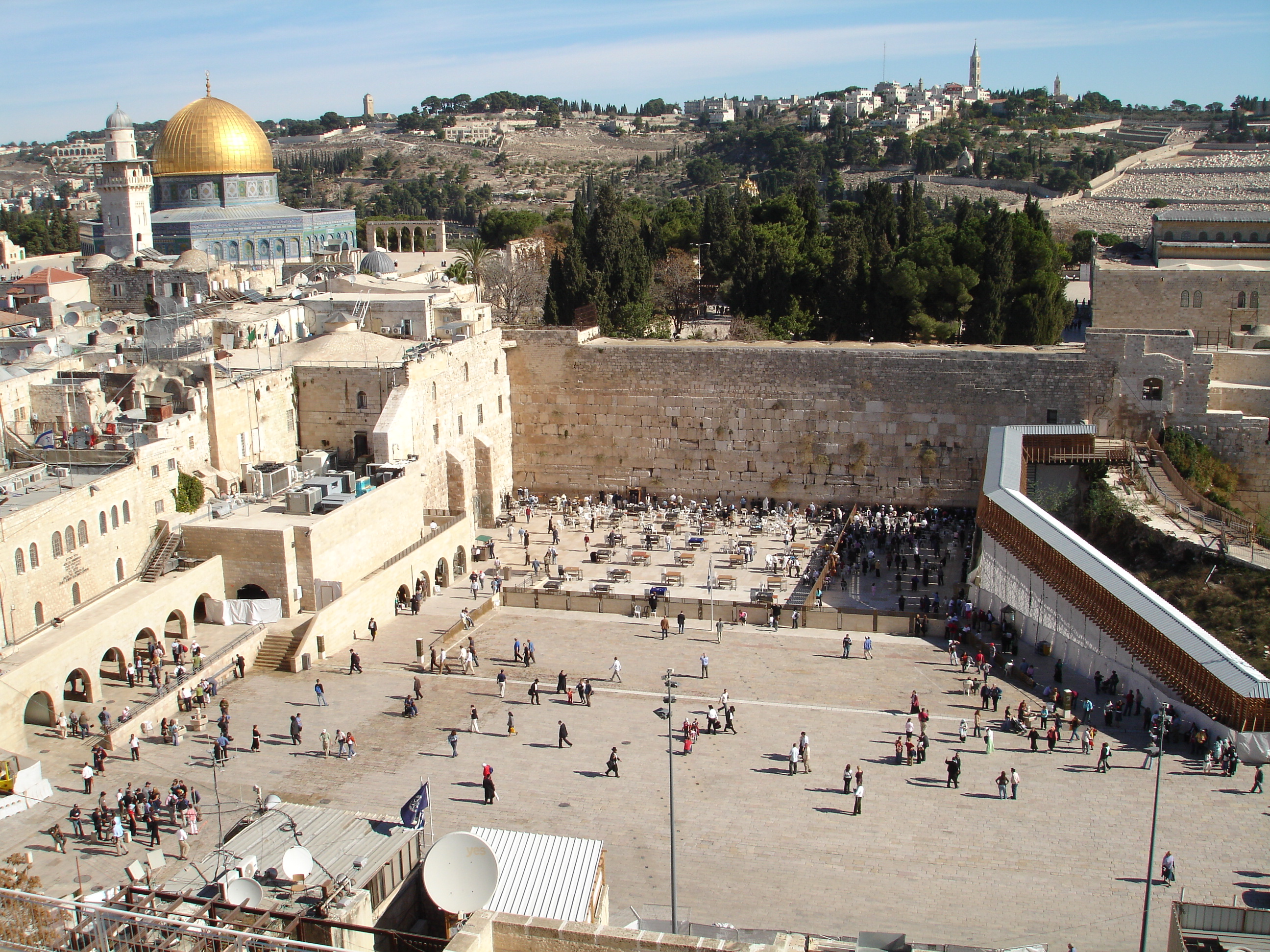
De Rotskoepel en de Westmuur in Jeruzalem

Van de Joodse bevolking is circa een derde religieus en twee derde seculier, waarvan een groot deel wel 'traditioneel' is, wat duidt op een sterke affiniteit met het orthodox jodendom zonder een volledig religieus leven te leiden. In totaal: 10% charedisch jodendom, 10% religieus (modern-orthodox jodendom/religieus zionisme), 14% religieus-traditioneel, 22% niet-religieus traditioneel, 22% seculier.
Van de bevolking is 16,6% moslim, 2,1% christen en de druzen vormen 1,7% van de bevolking. Belangrijke Palestijns-Arabische concentraties bevinden zich in plaatsen in het oosten van de Sharonstreek, langs Wadi Ara, in Centraal-Galilea, in Oost-Jeruzalem en in bedoeïenendorpen in de noordelijke Negev. Daarnaast zijn er minderheidsgodsdiensten, zoals bahá'ís.

### Onderwijs
Israël kent vier schooltypes:
- Seculiere staatsscholen met een staatscurriculum in het Hebreeuws. Hoewel seculier zijn er wel joodse studies.[53] In principe worden deze onderwerpen 'neutraal' behandeld, maar critici zeggen dat dat in de praktijk vaak niet zo blijkt te zijn.[54] Op de landkaart van Israël bijvoorbeeld worden de grenzen met de landen waarvan Israël delen bezet houdt niet weergegeven.[55]
- Yeshiva-scholen hebben een gelijkaardig curriculum maar aangevuld met Torah- studies.
- Onafhankelijke religieuze scholen, die bijna alleen een religieuze opvoeding geven. Vooral voor ultraorthodoxe kinderen.
- Arabische seculiere scholen met onderwijs in het Arabisch.[56]
- Private scholen, ook democratische scholen genoemd, met eigen doelgroepen of gekoppeld aan een buitenlands curriculum bijvoorbeeld Amerikaanse scholen.

Voor de toegang tot de universiteiten zijn er de bagrut-toegangsexamens.

### Talen
De meest voorkomende talen in Israël zijn Hebreeuws en Arabisch. Het klassiek Hebreeuws was eeuwenlang een dode taal, maar werd in de negentiende eeuw weer tot leven geroepen en gemoderniseerd. Russisch is de derde meest gesproken taal, andere talen worden slechts door kleine groepen gesproken.

## Politiek en bestuur

### Staatsinrichting
Israël is een unitaire republiek en een parlementaire democratie. Israël heeft geen grondwet. In de onafhankelijkheidsverklaring uit 1948 stond dat de Israëlische staat binnen enkele maanden een grondwet moest voltooien, maar dat is tot op heden niet gebeurd. Wel zijn er intussen 14 zogenaamde basiswetten aangenomen, die als hoofdstukken in een eventuele grondwet kunnen dienen en een speciale status genieten tussen de wetten. Het hooggerechtshof gebruikt deze wetten om andere door het parlement aangenomen wetten te toetsen, als er een procedure inzake de geldigheid van een wet aanhangig wordt gemaakt. Ook is er een commissie in het leven geroepen die zich bezighoudt met het opstellen van een grondwet, en een voorstel voor de Knesset moet voorbereiden.
Israël ziet zichzelf als een staat van het Joodse volk voor het Joodse volk: een Joodse staat. Dat blijkt al direct uit de tekst van de "Verklaring van de Vestiging van de Staat Israël" uit 1948.
Er bestaat een Israëlisch staatsburgerschap, geen Israëlische nationaliteit. Daarover is juridisch strijd gevoerd, maar deze werd beslecht door een uitspraak van het Israëlisch hooggerechtshof in oktober 2015. De voorzitter van het Hooggerechtshof stelde dat er geen bewijs geleverd was voor het bestaan van een Israëlische etnische nationaliteit. Er zijn meer dan 130 nationaliteiten en/of etniciteiten in Israël. De Joodse komt het meest voor, gevolgd door de Arabische.

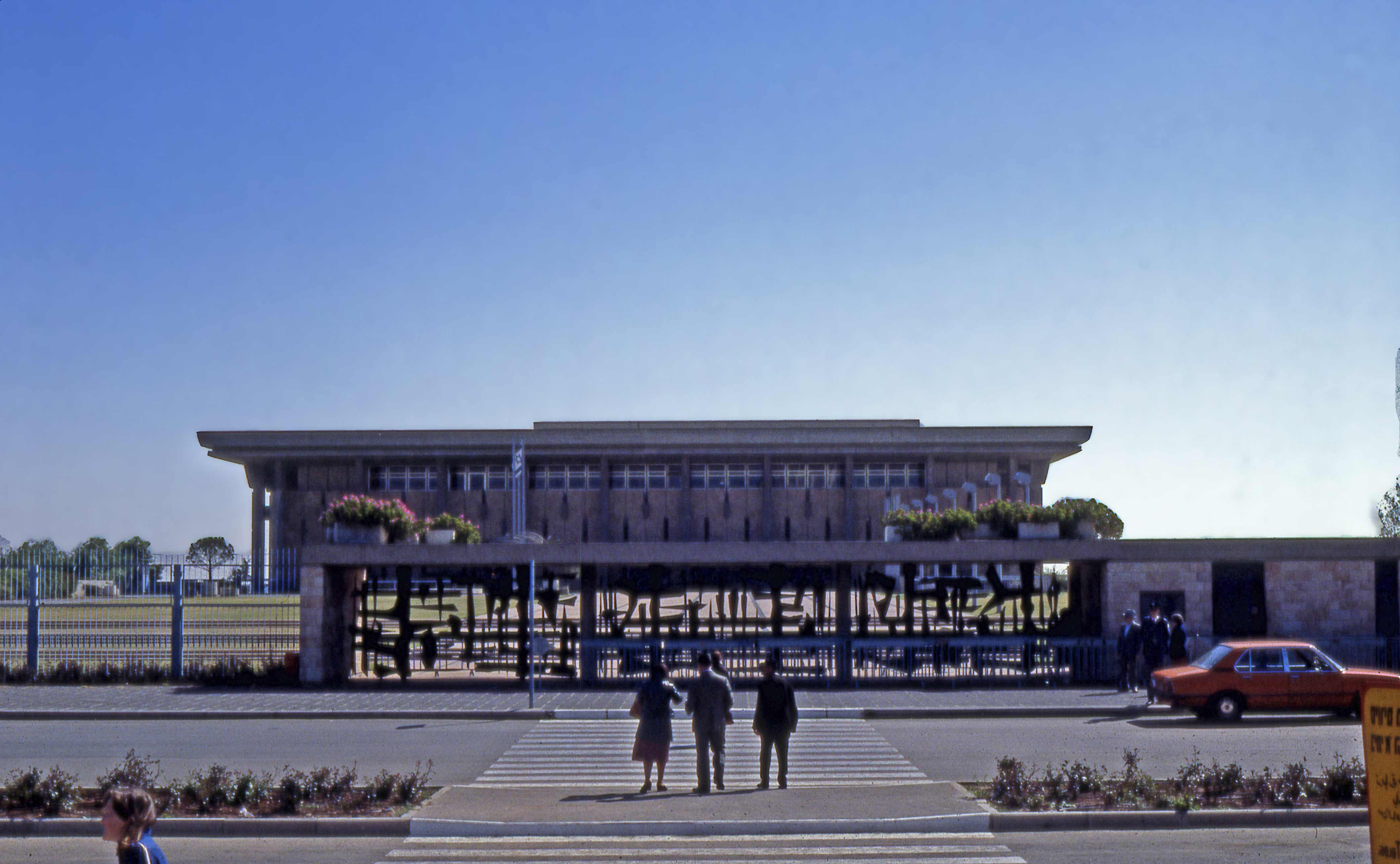
De Knesset in West-Jeruzalem is het Israëlische parlement

Het staatshoofd, de president, wordt gekozen door het parlement voor een termijn van zeven jaar. De huidige president is Yitzhak Herzog (sinds 2021). De president heeft beperkte bevoegdheden; een hiervan is het aanstellen van de kabinetsformateur. Na parlementsverkiezingen kiest deze de persoon die de beste kansen heeft een kabinet te vormen die het vertrouwen van de meerderheid van het parlement krijgt. Sinds 29 december 2022 is Benjamin Netanyahu minister-president, als leider van het kabinet–Netanyahu VI.
De wetgevende macht of het parlement is de Knesset, die 120 leden telt. De Knesset wordt verkozen in algemene verkiezingen, waarin alle staatsburgers in Israël vanaf achttien jaar het kiesrecht genieten (inclusief personen die in ziekenhuizen, penitentiaire en psychiatrische instellingen verblijven). Buiten Israël kunnen alleen personen stemmen die op een officiële missie zijn.
Verkiezingen voor de Knesset worden ten minste iedere vier jaar gehouden, maar kunnen ook vervroegd worden als de Knesset dit beslist. Zetels worden verdeeld naar evenredigheid met het totale aantal stemmen behaald door de politieke partijen, die aan een minimum van 3,25% van de stemmen voldoen (gelijk aan vier volwaardige zetels). Op 1 november 2022 zijn er nieuwe verkiezingen geweest, ditmaal voor de 25e Knesset. De partijen zijn daarbij in drie blokken uiteengevallen: een religieus-rechts blok onder leiding van Netanyahu's Likoed, die overtuigend heeft gewonnen (beschikt over 64 zetels), een centrum-links blok onder Lapids Yesh Atid (beschikt over 46 zetels) en een Arabisch blok (beschikt over 10 zetels), dat tegen het centrum-linkse blok aanleunt. De nieuwe Knesset is op 15 november 2022 ingezworen. Netanyahu is eind 2022 met een nieuw kabinet aangetreden, zijn zesde.
Er is een ongeschreven regel dat Palestijnse partijen uitgesloten zijn van deelname aan een kabinet. Palestijnse parlementsleden wordt het spreken in de Knesset soms onmogelijk gemaakt zodra ze kritiek hebben op het kabinet. In februari 2016 sprak toenmalig premier Netanyahu zich uit voor wetgeving die het mogelijk maakt om parlementsleden te diskwalificeren die medeleven betuigen aan nabestaanden van Palestijnen die gedood zijn bij aanvallen op Israëliërs.
In de jaren negentig werden naast de parlementsverkiezingen ook directe verkiezingen voor het premierschap gehouden. Dat gaf de kiezer meer macht en was bedoeld om de positie van de premier te versterken. Omdat men vaker de algemene belangen in de stem voor premier bevredigd zag, werkte het systeem ongunstig voor de grote politieke partijen en gunstig voor de kleine partijen. Hoewel de premier meer zeggenschap over zijn ministers kreeg, moest hij juist macht inleveren tegenover het parlement en werden de kabinetten minder stabiel. Uiteindelijk is men van dit systeem afgestapt.

### Relatie tussen godsdienst en staat
Israël heeft geen volledige scheiding van godsdienst en staat. De ultraorthodoxe bevolkingsgroep (charedim) heeft, hoewel zij slechts 10 procent van de bevolking uitmaakt, veel invloed. Deze groep stond oorspronkelijk zelfs niet achter de oprichting van de Joodse staat in 1948. Daarom heeft de eerste premier van Israël David Ben Gurion een aantal concessies gedaan. Seculiere Joden nemen het Ben Goerion met terugwerkende kracht kwalijk dat hij niet gezorgd heeft voor een scheiding van godsdienst en staat.
Het land heeft geen grondwet omdat de ultraorthodoxe groep stelt dat de wetten van God de grondwet vormen. In de basiswetten is alleen opgenomen dat Israël een democratisch land is. Toenmalig minister-president Netanyahu gaf in 2015 aan dat hij in de wet wilde vastleggen dat de Staat Israël de natiestaat van het Joodse volk zal zijn, waarmee de scheiding tussen godsdienst (jodendom) en staat verder verminderd wordt. 
In 2018 werd de controversiële basiswet Wet op de Natiestaat aangenomen.

#### Koosjer
Israël verbood tot 1993 de import van niet-koosjer vlees en aan koosjere restaurants worden de zeer strikte orthodoxe regels opgelegd. Er zijn echter ook niet-koosjere restaurants die op zaterdag open zijn en varkensvlees serveren (verboden volgens zowel de Thora als de Koran). Aan het leger en vele andere staatsinstellingen worden de joodse spijswetten opgelegd.

#### Sjabbat
Israël kent geen openbaar vervoer op de sjabbat. Afhankelijk van de locatie kunnen nog sterkere beperkingen gelden zoals het afsluiten van ultraorthodoxe wijken voor auto's. In de christelijke wijken en islamitische wijken worden de specifieke rustdagen, respectievelijk zondag en vrijdag gerespecteerd en is op zaterdag meer mogelijk.

#### Huwelijk en scheiding
Israël kende tot 2010 geen burgerlijk huwelijk en sindsdien maar in beperkte gevallen, namelijk alleen indien beide partners niet geregistreerd staan als behorende tot een erkende geloofsgemeenschap. Joodse huwelijken in Israël worden, evenals echtscheidingen, alleen erkend indien deze worden gesloten of beëindigd door de bevoegde religieuze overheden overeenkomstig de Joodse wetten. Voor de joden mag alleen een orthodoxe rabbijn een huwelijk sluiten. In de praktijk zijn er wel huwelijken tussen mensen van verschillend geloof (bijvoorbeeld tussen een Jood en een Arabier), maar dat kan tot protesten vanuit de orthodoxie leiden. Ook gaan liberale Israëliërs wel naar het buitenland om hun formeel huwelijk te sluiten. Huwelijken uitgevoerd in het buitenland worden door de staat wel erkend. Er wordt ook op afstand vanuit Israël via een videoverbinding in de Amerikaanse staat Utah getrouwd. Een Israëlische rechter heeft bepaald dat zo'n huwelijk ook erkend moet worden. Voor joodse vrouwen is het erg problematisch om te kunnen scheiden.

#### Bevolkingsgroepen
Hoewel de overheid officieel seculier is worden de joden op allerlei manieren bevoordeeld. Zo worden in gebieden bestemd voor Joden (Jeruzalem) bouwvergunningen alleen verleend voor Joden en worden bouwvergunningen geweigerd en gronden onteigend van Palestijnen. Ook worden Palestijnen zonder enig proces in administratieve detentie genomen of naar elders verbannen. Palestijnen die uit oorspronkelijk Arabische wijken zijn gevlucht naar het buitenland mogen bijna nooit terugkeren.
Bij de militaire dienstplicht wordt onderscheid gemaakt tussen verschillende bevolkingsgroepen op grond van hun religie.

### Bestuurlijke indeling

Israël en de door Israel bezette gebieden.

Israël kent geen eenduidige regionale indeling, hoewel de zes districten van het ministerie van binnenlandse zaken bindend zijn voor o.a. planologie en statistieken. Regionale zaken worden door de regering en de gemeenten geregeld.
De districten (מָחוֹז, mechoz, mv. mechozot) zijn:
- Jeruzalem (Jeroesjalajiem), hoofdstad Jeruzalem
- Noord (Tsafon), hoofdstad Nazareth
- Haifa (Chefa), hoofdstad Haifa
- Centrum (Merkaz), hoofdstad Ramla
- Tel Aviv (Tel Aviv), hoofdstad Tel Aviv
- Zuid (Darom), hoofdstad Beër Sjeva

De districten Noorden, Haifa, Centrum en Zuiden zijn onderverdeeld in subdistricten (נָפָה, nafa, mv. nafot).
Het administratieve bestuur (Civil Administration) voor de Israëlische nederzettingen op de Westelijke Jordaanoever van Palestina wordt door Israël aangeduid als 'district Judea en Samaria' (Yehuda VeShomron). De nederzetting Ariël kreeg in 1998 van het Israëlische Ministerie van Binnenlandse Zaken stadsrechten. In 2009 werd de nederzetting hernoemd naar de toen voormalige premier Ariel Sharon
Op lokaal niveau bestaan de steden (עִירִיָּה, iriya), de lokale gemeenten (מוֹעָצָה מְקוֹמִית, Mo'atza Mekomit) en de regionale gemeenten (מוֹעָצָה אֵזוֹרִית, Mo'atza Azorit). Er zijn 70 steden, de grootste daarvan zijn Tel Aviv, Haifa, Rishon LeZion en Ashdod; Jeruzalem zou, met de annexatie van de Palestijnse dorpen meegerekend de op een na grootste stad zijn. Voorts zijn er industriële gemeenten. Gemeentebesturen beschikken over de nodige macht en zowel de burgemeesters als gemeenteraadsleden worden rechtstreeks door de geregistreerde inwoners verkozen, ook zij die de Israëlische nationaliteit niet bezitten (de twee industriële gemeenten hebben geen bevolking en verkiezingen).

### Relatie met de VN en internationale organisaties

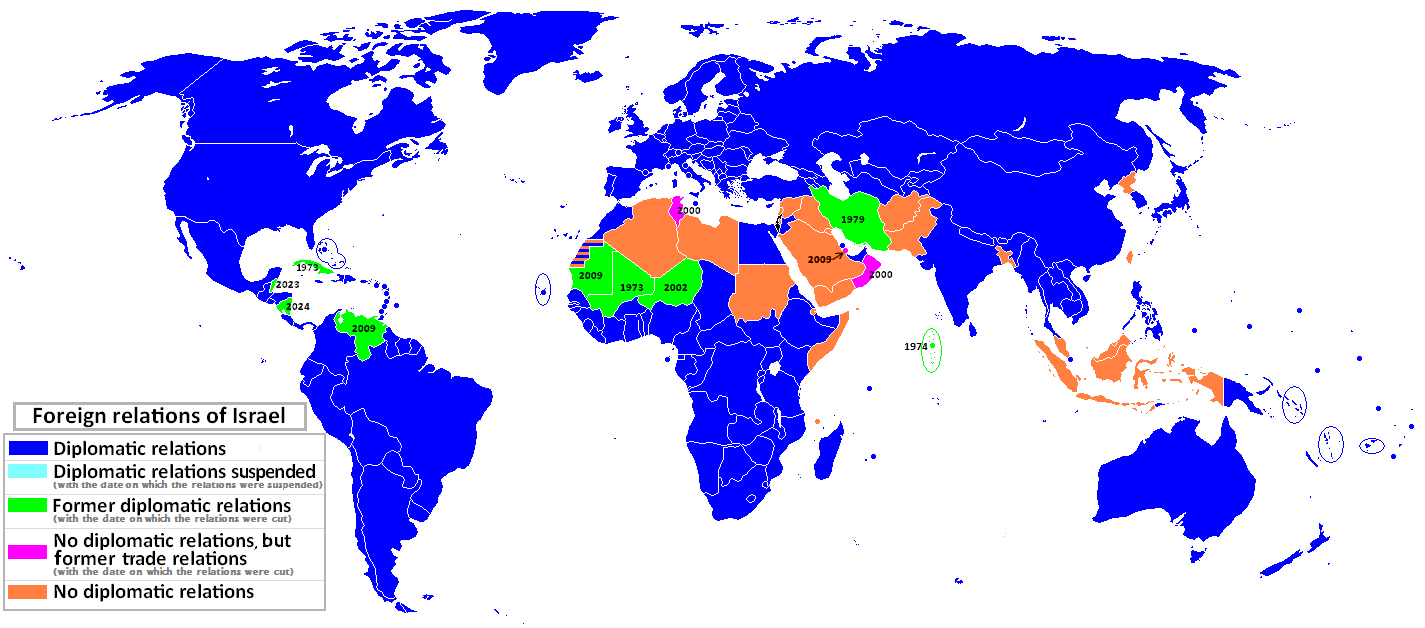
Landen waarmee Israël diplomatieke banden onderhoudt zijn blauw aangegeven op deze kaart. Groen gemarkeerde landen hebben hun banden opgeschort of verbroken, rode en oranje landen hebben nooit banden gehad.

Sinds de oprichting van Israël in 1948 en nadat Israël de Westelijke Jordaanoever en de Gazastrook had bezet, hebben zowel de Algemene Vergadering van de Verenigde Naties als de Veiligheidsraad vele resoluties met betrekking tot de situatie in Israël en Palestina uitgevaardigd. Bij de toelating als lid van de VN in 1949 was door de Veiligheidsraad al verwezen naar de implementatie van de Resolutie 181 Algemene Vergadering Verenigde Naties (november 1947) en Resolutie 194 Algemene Vergadering Verenigde Naties (december 1948). Vele Resoluties daarna bevatten een oproep tot het staken van geweld, zoals Resolutie 42, maar ook herhaalde resoluties met betrekking tot de status van Jeruzalem en de Palestijnse vluchtelingen evenals Resoluties ter veroordeling van illegale praktijken en schending van mensenrechten en internationale verdragen (zoals de Vierde Geneefse Conventie) in de door Israël bezette gebieden (onder meer het rapport van de mensenrechtenraad van 22 maart 2016). Israël heeft deze VN-resoluties echter steeds genegeerd en naast zich neergelegd.
De VN-Mensenrechtenraad, die in juni 2006 aantrad, heeft meerdere speciale noodzittingen gehouden over Israël, en alle leidend tot een resolutie die Israël veroordeelde, maar door Israël naast zich neergelegd. In 2008 uitte de toenmalige Nederlandse CDA-minister Verhagen kritiek op de Verenigde Naties vanwege de, naar zijn mening, onevenwichtige houding van de VN. De aandacht van de VN voor Israël was, volgens Verhagen, disproportioneel vergeleken met de aandacht voor conflicten in andere landen in de wereld. In de Veiligheidsraad van de Verenigde Naties voorkwam het vetorecht van de Verenigde Staten herhaaldelijk de veroordelingen van Israël.
Tussen 2012 en 2016 was de bezetting van de Palestijnse gebieden en de daaruit voortkomende conflicten onderwerp van 84% van de landenspecifieke resoluties van de Algemene Vergadering van de Verenigde Naties. Verder gingen alle resoluties van de Human Rights Council, van de Commission on the Status of Women en van zes van de tien spoedzittingen over dit conflict. Na het conflict in de Gazastrook 2014 probeerde de toenmalige Amerikaanse minister van Buitenlandse Zaken John Kerry de al jaren vastzittende vredesonderhandelingen tussen de Palestijnen en Israël weer vlot te trekken, echter zonder resultaat.
Op 23 december 2016 nam de Veiligheidsraad resolutie 2334 aan waarin Israël werd opgeroepen tot "onmiddellijke en volledige beëindiging van de bouw van nederzettingen in de bezette gebieden." De resolutie werd aangenomen met een onthouding van de Verenigde Staten. Dit was opvallend omdat de VS eerder bij soortgelijke resoluties een veto uitsprak. Daarin oordeelde de Veiligheidsraad dat de nederzettingen een flagrante schending waren van internationaal recht. In weerwil van deze resolutie nam het Israëlische kabinet na enkele maanden de 'Settlement Regularisation Law' aan, waarmee Israël zichzelf machtigde om Palestijnen het recht op hun bezittingen te ontnemen ten gunste van de Israëlische nederzettingen. Door de Europese Unie en vele landen werd dit veroordeeld. De Verenigde Staten weigerden commentaar.
Naar aanleiding van de Israëlische beslissing in april 2019 om Omar Shakir, de directeur van Human Rights Watch van Israël en Palestina, uit Israël te deporteren, brachten 27 Europese landen (de EU minus Hongarije) in de UN-Veiligheidsraad een gezamenlijke verklaring uit waarbij Israël dringend werd verzocht om het werk van maatschappelijke organisaties, met name waar het gaat om het verdedigen van mensenrechten niet te belemmeren. In 2021 kwam Human Rights Watch met het rapport A Threshold Crossed, dat concludeerde dat Israël een Apartheidsbeleid ten opzichte van de Palestijnse bevolking voert. In 2022 kwam ook de Verenigde Naties tot deze conclusie.

### UNESCO
De Oude Stad van Jeruzalem met zijn Muren staat sinds 1982 op voorstel van Jordanië op de 'Werelderfgoedlijst' van de UNESCO. Het staat er als 'Bedreigd werelderfgoed'. De UNESCO heeft meerdere moties aangenomen met kritiek op Israël over zijn voortdurende archeologische opgravingen in de Oude Stad van Oost-Jeruzalem als een schending van internationaal recht. Op 2 mei 2017 werd door de UNESCO opnieuw een motie van Algerije, Egypte, Libanon, Marokko, Oman, Qatar en Soedan aangenomen betreffende Jeruzalem en de Tempelberg/Haram al-Sharif, ondanks diplomatieke druk van Israël en de Verenigde Staten, zij het nu met minder opponenten. Aan dit besluit was toegevoegd, dat Jeruzalem belangrijk is voor de drie monotheïstische wereldgodsdiensten: het jodendom, het christendom en de islam. De resolutie was daarmee afgezwakt ten opzichte van die van oktober 2016. Al vóór de stemming had premier Benjamin Netanyahu gezegd dat Israël geen geloof hecht aan de UNESCO.
Als reactie op de beslissing heeft Netanyahu zijn bijdrage aan de UNESCO met 1 miljoen dollar verminderd en de ambassadeur van Zweden op het matje geroepen.

### Defensie

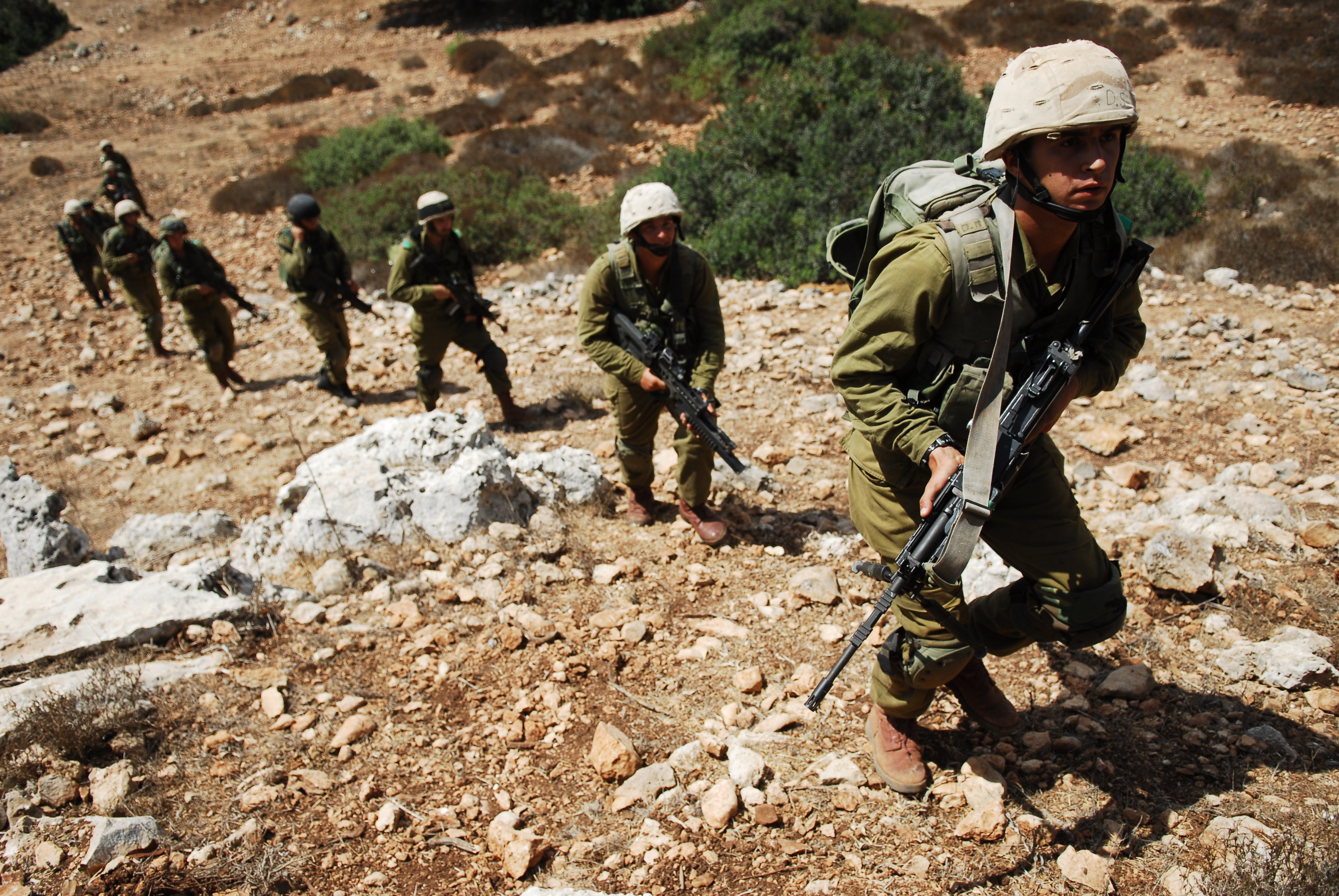
Groepscommandanten van het Israëlische defensieleger tijdens een oefening.

Israëls defensie is vrijwel uitsluitend de taak van het Israëlische defensieleger (Israel Defense Forces - IDF), dat actief is op de grond, in de lucht en op zee. Het IDF wordt sinds 1967 meestal gezien als de sterkste en meest geavanceerde legermacht in het Midden-Oosten, een "lokale supermacht". In de 'Global Militarisation Index, gepubliceerd door het Bonn International Centre for Conversion (BICC), staat Israël aan de top van de meest gemilitariseerde landen.
De Israëlische wapensystemen en technologieën werden ontwikkeld door westerse landen, voornamelijk de VS, door Israëls eigen militaire industrie (die ook weer technologieën exporteert, Israël staat op de 8e plaats op de wereldranglijst van wapenexporterende landen met een globaal aandeel van 3,1%), en historisch ook Frankrijk en het Verenigd Koninkrijk. Duitsland, met een collectief schuldgevoel als gevolg van de Shoah, is bezig met de levering van 6 onderzeeboten, die kernraketten kunnen lanceren. Duitsland betaalt ongeveer 30% van de kosten.
In september 2016 werd bekend dat de VS verspreid over de komende tien jaar, onder voorwaarden, 38 miljard dollar steun gaat geven. President Barack Obama voegde er wel aan toe dat hij blijvend zou aandringen op een tweestatenoplossing voor het Arabisch-Israëlische conflict.
Israël wordt alom gezien als een kernmacht: het bezit nucleaire faciliteiten en algemeen wordt aangenomen dat het land in het bezit is van kernkoppen. Israël heeft het Non-proliferatieverdrag niet ondertekend en niet alle nucleaire instellingen worden van buitenaf geïnspecteerd. Het land houdt een "nucleaire ambiguïteit" vol: het heeft altijd ontkend in het bezit te zijn van kernwapens, maar zegt wel de capaciteit te hebben om ze te produceren.
Alle Israëli's, mannen en vrouwen, hebben dienstplicht op achttienjarige leeftijd, maar kunnen om verschillende redenen in aanmerking komen voor vrijstelling. Zo zijn personen met een Palestijnse etniciteit, personen die fulltime religie studeren en vrouwen die zichzelf 'religieus' noemen, getrouwd zijn of kinderen hebben hiervan gevrijwaard. Charedische joden waren tot in 2014 volledig vrijgesteld van de dienstplicht om religieuze studies te volgen. Ook islamitische en christelijke Arabieren zijn vrijgesteld van de dienstplicht. In tegenstelling tot het merendeel van de Palestijnse minderheid in Israël, die gevrijwaard is van dienstplicht, zijn druzen sinds 1956 wel dienstplichtig. Ook de bedoeïenen dienen in het Israëlische leger. Dienstplicht duurt drie jaar voor mannen en twee jaar voor vrouwen (drie jaar in gevechtstaken). Na de dienstplicht worden Israëlische mannen bij de IDF deel van het reserveleger, en hebben een aantal weken per jaar verplichte herhalingsoefeningen, tot hun veertigste. Vrouwen gaan meestal slechts een of twee jaar in reservedienst.

## Economie

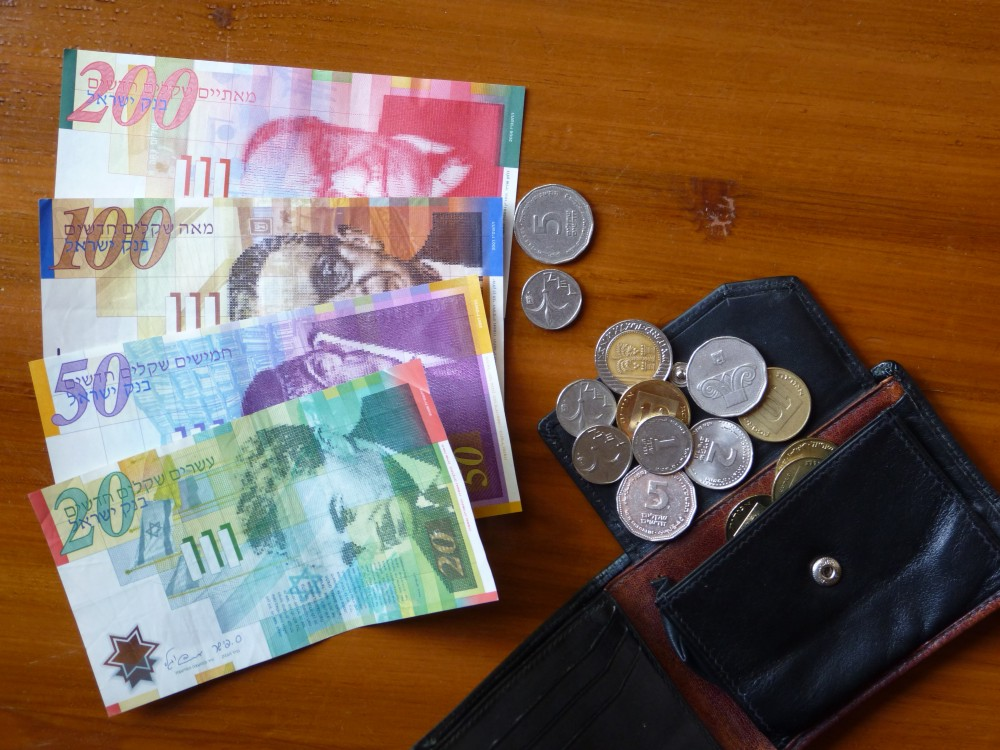
Het Israëlische betaalmiddel is de sjekel.

Israël is een hoogontwikkelde economie met een bruto binnenlands product van $ 317,7 miljard en een bruto nationaal inkomen per hoofd van de bevolking van $ 36.250 (2016/Atlasmethode). Het land wordt gekenmerkt door een technologisch vooruitstrevende markteconomie met substantiële sturing vanuit de overheid. Het is afhankelijk van import van ruwe olie, granen, ruwe grondstoffen, militair materieel en water. Ondanks beperkte natuurlijke rijkdommen heeft Israël zijn agrarische en industriële sectoren intensief ontwikkeld. Het land is grotendeels onafhankelijk wat betreft de voedselproductie, behalve voor granen. Belangrijkste exportproducten zijn diamant, technologisch hoogontwikkelde apparatuur en landbouwproducten (fruit en groenten).
Israël kampt met omvangrijke begrotingstekorten, die gedekt worden door grote bankoverschrijvingen uit het buitenland en door buitenlandse leningen. Ruwweg de helft van de buitenlandse overheidsschulden staan uit in de Verenigde Staten, die Israëls voornaamste leverancier is van economische en militaire hulp. De grootste instroom van Joodse immigranten uit de voormalige Sovjet-Unie vond plaats van 1989-1999, waarmee het totaal aantal Russische immigranten op 1 miljoen kwam, een zevende van de totale bevolking. Zij dragen met hun wetenschappelijke en professionele ervaring veel bij aan de economische toekomst van het land.
De instroom, gekoppeld aan de opening van nieuwe markten aan het einde van de Koude Oorlog, versterkte en versnelde de groei van de economie van Israël. De groei begon echter te stagneren in 1996, toen de overheid strengere fiscale en monetaire maatregelen oplegde, waardoor de immigratiebonus zijn werking verloor. Wel brachten deze maatregelen de inflatie in 1999 tot een laagterecord.
Israël bezit de volgende natuurlijke rijkdommen: koper, fosfaten, bromide, kalium, klei, zand, zwavel, asfalt, mangaan, alsook een grote hoeveelheid aardgas (waarvan begin 2009 een groot veld voor de kust werd ontdekt), en een kleine hoeveelheid ruwe olie.
De inkomensongelijkheid in Israël is vergelijkbaar met andere landen van de OESO. De armoede concentreert zich met name onder de charedische joden en de Arabische Israëli's. Bij beide groepen is de arbeidsparticipatie van vrouwen laag.

### Energie

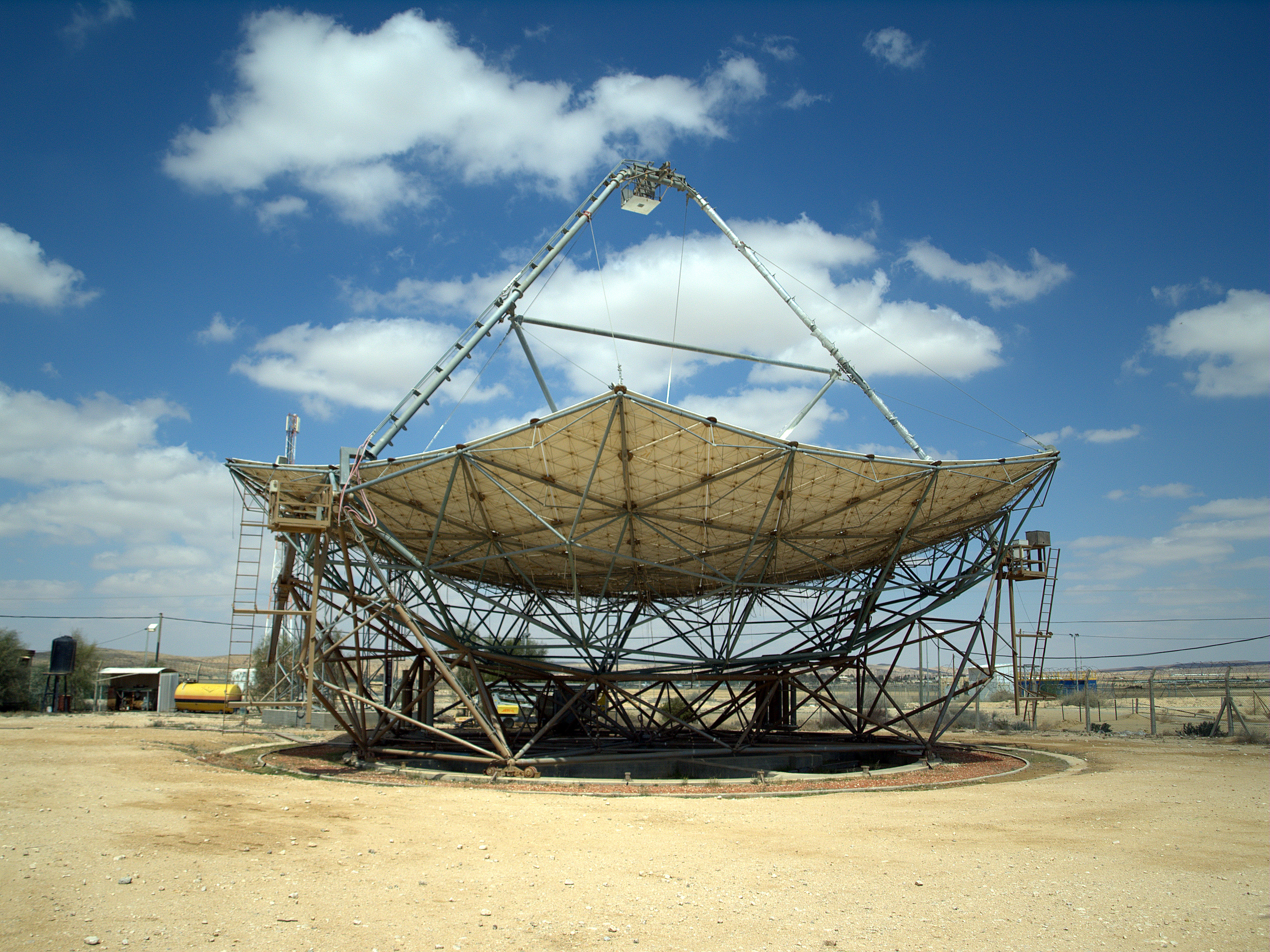
Zonne-energie in de Negevwoestijn..

Tot 1999 kende Israël nauwelijks een energiesector. Er werd wel geboord naar olie en gas, maar nauwelijks iets gevonden, tot de ontdekking van Yam Tethys. Dit was de grootste gasvondst van het land met een aanvankelijke reserve van 32 miljard kubieke meter. De productie uit dit gasveld, gelegen in de Middellandse Zee bij de stad Ashkelon, kwam op gang in 2004 en in 2009 werd er 2,9 miljard kubieke meter gas geproduceerd. In 2009 werd een nieuwe en grotere ontdekking gedaan circa 90 kilometer van Haifa en in 1700 meter diep water gelegen, Tamar. Dit gasveld bevat ongeveer 238 miljard kubieke meter gas en kan Israël voor decennia van aardgas voorzien. Het eerste gas werd op 31 maart 2013 geproduceerd. In december 2009 werd een contract getekend met het nutsbedrijf Israel Electric Corporation. Dit bedrijf zou voor een periode van 15 jaar ten minste 2,7 miljard kubieke meter gas van het Tamarveld afnemen voor de opwekking van elektriciteit. In 2009 werd 40% van de elektriciteit opgewekt door gasgestookte centrales en het aandeel zou volgens de toenmalige verwachtingen verder toenemen tot 70% in 2013.
Naast de eigen gasproductie heeft Israël ook importcontracten gesloten met buurland Egypte. In het jaar 2000 werd East Mediterranean Gas opgericht en dit bedrijf heeft een mandaat om gedurende 20 jaar zeven miljard kubieke meter gas aan Israël te verkopen. In 2007 werd begonnen met de bouw van een pijpleiding tussen beide landen en in 2008 werd het eerste commerciële gas getransporteerd.
Israël is bijna vanaf haar begin bezig met onderzoek op het gebied van zonne-energie. Het land heeft hier grote vorderingen gemaakt. In de Negevwoestijn bevinden zich uitgebreide terreinen vol zonnecollectoren. Doel is dat in 2020 10% van de nationale energiebehoefte gedekt wordt door duurzaam opgewekte energie.

## Transport

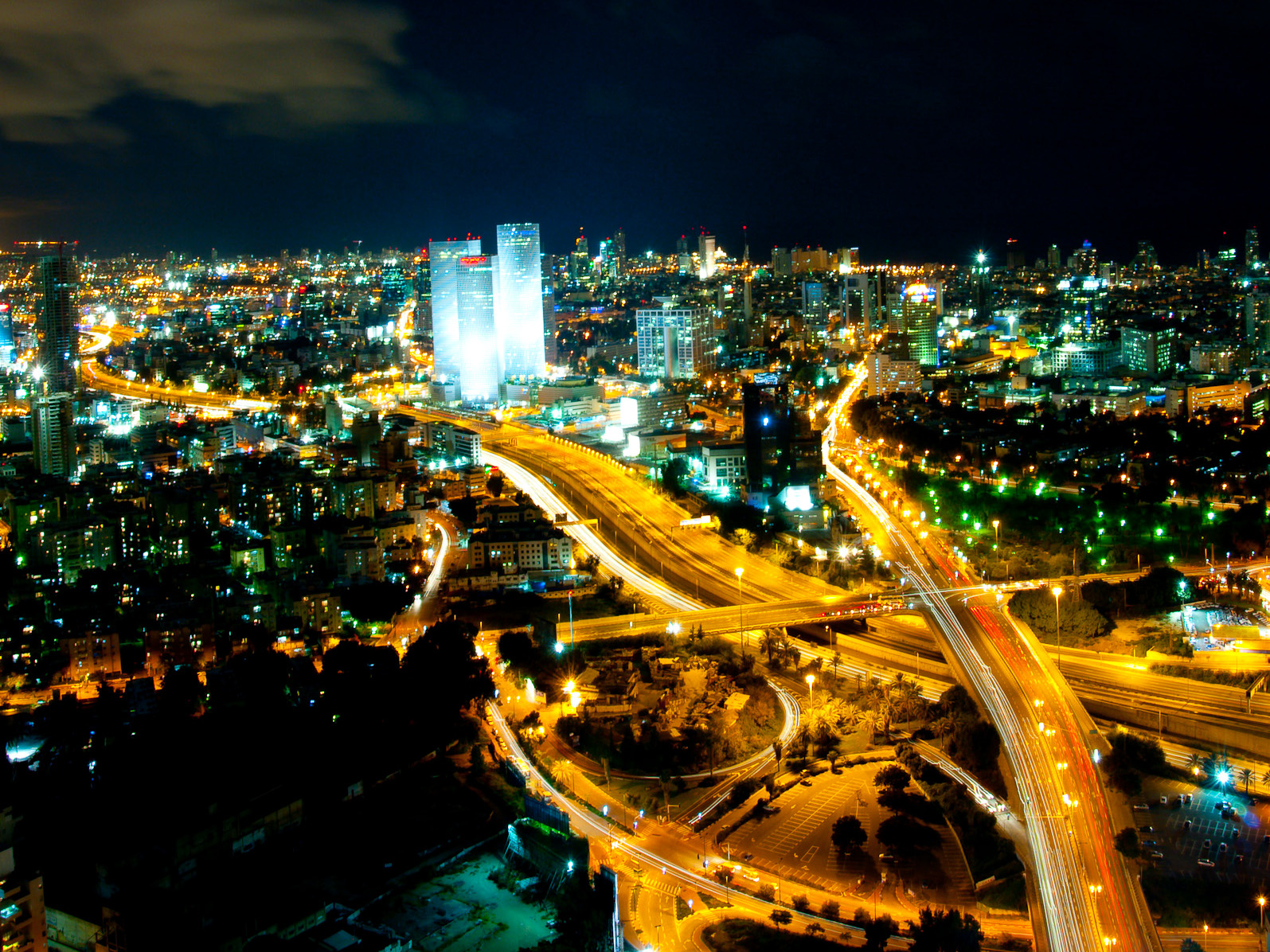
Skyline ten zuiden van Tel Aviv.

De voornaamste vorm van vervoer in Israël is de auto. Israël beschikt over een goed onderhouden en uitgebreid wegennet. De verkeersregels zijn vrijwel identiek aan die van West-Europa. In Israël is bijzonder veel verkeerspolitie op de weg. Binnen de steden kan het verkeer bijzonder druk zijn: dit is met name in de regio Tel Aviv en in Jeruzalem het geval. Binnen de bezette gebieden zoals de West Bank zijn bepaalde wegen exclusief voor de Joodse bevolking voorbehouden.
Openbaar vervoer is ruimschoots aanwezig en bestaat voornamelijk uit bussen. Het spoornetwerk is ongeveer 1000 km lang. Er is echter geen openbaar vervoer op de sjabbat. Treindiensten worden uitgevoerd door de Rakevet Yisra'el. De trein is voornamelijk langs de kust van belang, tussen Beer Sheva - Ben Gurion Luchthaven - Tel Aviv - Haifa - Nahariya. Met uitzondering van dit traject en enkele kleinere lijnen bestaat al het openbaar vervoer uit bussen. De buslijnen worden in het grootste deel van het land door Egged geëxploiteerd; in de regio Tel Aviv ook door Dan. Stadsbussen rijden zeer frequent.
Eind 2011 is de eerste tramdienst van het land van start gegaan in Jeruzalem.
Israël heeft meerdere vliegvelden, waarvan Luchthaven Ben-Gurion de grootste is.
El Al Israel Airlines (Hebreeuws: אל על-Naar boven, Arabisch: إل عال) is de nationale luchtvaartmaatschappij van Israël. Op 31 augustus 2020 hebben Israëlische en Amerikaanse topfunctionarissen een vlucht gemaakt met een Boeing 737 van Tel Aviv naar Abu Dhabi, de hoofdstad van de Verenigde Arabische Emiraten, waarbij er door het luchtruim van Saudi-Arabië is gevlogen.

## Cultuur

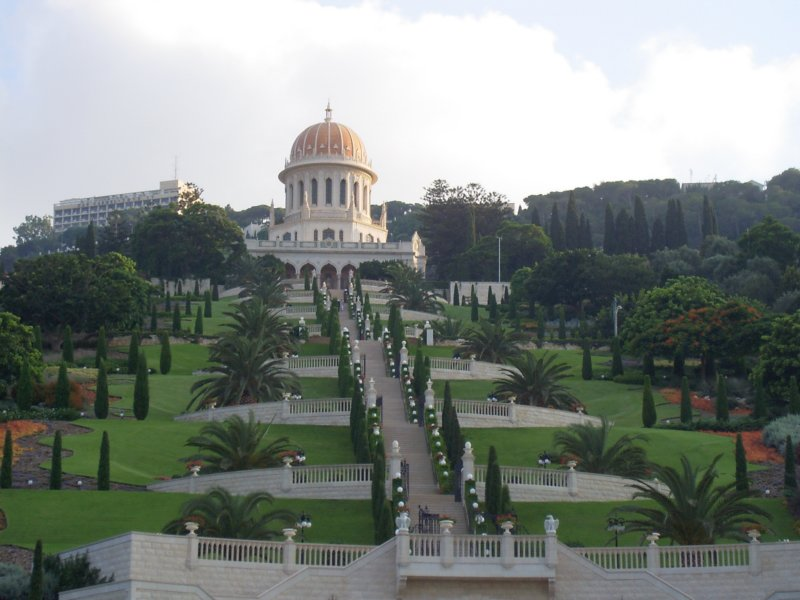
Haifa, de Bahá'í-graftombe met tuinen

Bekende auteurs zijn Shmuel Yosef Agnon, Nelly Sachs (beiden kregen in 1966 de Nobelprijs voor Literatuur toegekend), Amos Oz en David Grossman.
De film Shtisel is een televisiedramaserie over een fictieve ultraorthodox joodse familie die in de wijk Ge’oela van Jeruzalem woont. De serie liep tussen 2013 en 2016. In 2015 begon de politieke thrillerserie Fauda, bedacht door acteur Lior Raz en journalist Avi Issacharoff. In 2018 verscheen de film The Unorthodox. In 2019 won regisseur Guy Nattiv de Oscar voor beste korte film, getiteld Skin.
Bekend van hun muziek zijn onder meer Asaf Avidan, Itzhak Perlman, Pinchas Zukerman, Yardena Arazi, Ofra Haza en Idan Raichel. Het Israëlisch Filharmonisch Orkest is het belangrijkste symfonieorkest van Israël, opgericht door de violist Bronisław Huberman. Sinds 1973 neemt het Aziatische land deel aan het Eurovisiesongfestival vanwege het lidmaatschap van de Europese Radio-unie. Israël won het festival vier keer; in 1979, 1980, 1999 en 2018. In mei 2019 was Israël gastheer voor het Eurovisiesongfestival 2019. In latere jaren namen ook andere landen buiten Europa, zoals Australië, deel aan het festival.
Qua musea zijn het Israel Museum en Jad Wasjem in Jeruzalem bekend. Het oudste nationale theater is het Habima Theater in Tel Aviv uit 1918.

### Werelderfgoed
- Bijbelse tels (Tel Beër Sjeva, Tel Hazor en Tel Megiddo)
- Heilige plaatsen van het bahá'í-geloof in Haifa en West-Galilea
- Massada
- Oude stad van Akko
- Wierookroute - Woestijnsteden in de Negev (Avdat, Halutza, Mamshit en Shivta)
- Witte stad van Tel Aviv

### Sport
Israël debuteerde in 1952 op de Olympische Spelen, maar wist pas op de Spelen van Barcelona 1992 de eerste medailles te behalen. Dieptepunt waren de Olympische Zomerspelen 1972 in München toen een aantal Palestijnse guerrillastrijders twee Israëli's doodden en negen leden van de Israëlische ploeg gijzelden die later allen om het leven kwamen. In november 2013 wist Vladislav Bykanov zich als eerste Israëlische shorttracker te kwalificeren voor de Olympische Winterspelen in Sotsji, op drie individuele afstanden.

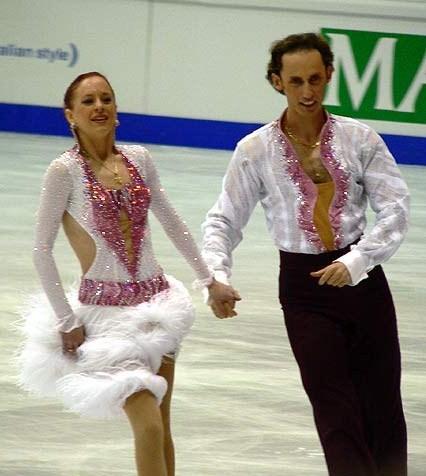
Kunstschaatsers Chait en Sakhnovski in 2006

Voetbal en basketbal zijn de populairste sporten. De voetbalclub Maccabi Tel Aviv FC uit Tel Aviv is onderdeel van de algemene sportvereniging Maccabi Tel Aviv Association en is de succesvolste voetbalclub van Israël. De club komt uit in de Ligat Ha'Al, sinds 1999 de hoogste voetbaldivisie. Technisch directeur is sinds 2012 Jordi Cruijff, trainer (2015/16) Peter Bosz en assistent-trainer (2016) Hendrie Krüzen; samen vormen ze de staf van de club. In 1964 won het Israëlische voetbalelftal het Aziatisch kampioenschap voetbal 1964 na twee keer eerder tweede te zijn geworden. In 1968 eindigden ze als derde in gastland Iran. Twee jaar later wist het elftal zich te kwalificeren voor het Wereldkampioenschap voetbal 1970, maar kwam na twee keer gelijkspel en één keer verlies niet verder dan de eerste ronde. Het Israëlisch basketbalteam deed voor het eerst mee aan een internationaal toernooi in 1952 tijdens de Olympische Zomerspelen dat jaar. Tijdens het Europees kampioenschap basketbal mannen 1979 in Italië eindigden ze als tweede.
In 1994 werd door president Ezer Weizman de Israel national trail geopend. Dit is een wandelroute die doorheen Israël loopt en is bedacht door Avraham Tamir - een journalist en hiker die onder andere de Appalachian trail heeft belopen - en Ori Dvir - een hiker en een van de oprichters van Society for the Protection of Nature in Israel.
Bij de wereldkampioenschappen judo behaalde Yael Arad in 1991 een eerste bronzen medaille. Tijdens de Olympische Zomerspelen 1992 en bij het WK in 1993 werd het zilver. Yarden Gerbi sleepte in 2013 de wereldtitel binnen. Een jaar later behaalde ze zilver. Op de WK kunstrijden van 2002 in Nagano, Japan behaalden de eerste Israëlische kunstschaatsers Galit Chait en Sergei Sakhnovski een bronzen medaille. Op 18 maart 2016 werd kunstschaatser Daniel Samohin in Debrecen, Hongarije wereldkampioen voor junioren. Een maand eerder zorgde shorttracker Bykanov tijdens de wereldbekerfinale in Dordrecht voor een Israëlische zege op de 1500 meter. Tussen 1979 en 1996 kende Israël een ATP-toernooi in Ramat HaSharon, nabij Tel Aviv. In 1987 won Amos Mansdorf dit toernooi en kwam dat jaar op de 18e positie op de wereldranglijst. Shlomo Glickstein wist de meeste (44 red.) Davis Cup-wedstrijden voor Israël te winnen. Shahar Peer behaalde in 2011 de elfde plaats op de wereldranglijst.
De wielerploeg Israel Start-Up Nation is een UCI World Tour-wielerploeg met een Israëlische licentie die is opgericht in 2015. In mei 2018 is de proloog van de Ronde van Italië 2018 verreden in Jeruzalem met een wildcard voor de wielerploeg Israel Cycling Academy. Het was de eerste keer dat een Grote Ronde buiten Europa startte en was tevens de aftrap voor de zeventigste verjaardag van de staat met allerlei festiviteiten en sportactiviteiten. Turnster Linoy Ashram wist in 2021 als eerste Israëlische vrouw een gouden olympische medaille te behalen.

### Liederen
- Hatikwa, het officiële volkslied van Israël
- Jeruzalem van goud

## Filmische documentatie
- Het Israël van Heertje en Bromet, 8-delige reportageserie van NTR, uitgezonden op NPO 2 (2019-2020).